# David Nosek
David Nosek (* 19. února 1981 v Olomouci) je bývalý český hokejový obránce.

## Hrál v těchto klubech
- 1999–2000 HC Oceláři Třinec ELH
- 2000–2001 HC Oceláři Třinec ELH, HC Ytong Brno 1.ČHL
- 2001–2002 HC Oceláři Třinec ELH
- 2002–2003 HC Haviřov
- 2003–2004 HC Hamé Zlín ELH Mistr české extraligy
- 2004–2005 HC Hamé Zlín ELH
- 2005–2006 HC Hamé Zlín ELH
- 2006–2007 HC Hamé Zlín ELH
- 2007–2008 RI Okna Zlín ELH
- 2008–2009 RI Okna Zlín ELH
- 2009–2010 RI Okna Zlín ELH, HC Energie Karlovy Vary ELH
- 2010–2011 HC Energie Karlovy Vary ELH
- 2011–2012 HC Energie Karlovy Vary ELH, CHK Neftěchimik Nižněkamsk (KHL)
- 2012–2013 HC Energie Karlovy Vary ELH
- 2013–2014 HC Kometa Brno ELH, HC Oceláři Třinec ELH
- 2014–2015 HC Oceláři Třinec ELH
- 2015–2016 HC Oceláři Třinec ELH
- 2016–2017 HC Oceláři Třinec ELH
- 2017–2018 Aukro Berani Zlín ELH
- 2018–2019 Aukro Berani Zlín ELH
- 2019–2020 Aukro Berani Zlín ELH
- 2020–2021 Aukro Berani Zlín ELH[1]